# Бульвар Ярослава Гашека (Киев)
Бульвар Ярослава Гашека — бульвар в Днепровском районе г. Киева, местность Соцгород. Пролегает от Каунасской улицы до переулка Лобачевского и коллектора реки Дарница, пересекает Харьковское шоссе. Проезжей части нет, движение транспорта ограничено.

## История
Возник в начале 1960-х годов под названием Высоковольтный. Современное название с 1963 года, в честь чешского писателя-сатирика Ярослава Гашека.
Вдоль бульвара проходит линия электропередачи, отсюда и его первоначальное название.

## Интересные факты
Район Дарница в Киеве неоднократно упоминается в произведениях Ярослава Гашека. Сам писатель во время Первой мировой войны был узником лагеря военнопленных в Дарнице, которая в то время была не частью Киева, а входила в Остерский уезд Черниговская губерния. 
Линия электропередачи, проходящая через бульвар, показана в фильме «Конец каникул».

## Нумерация
Нумерация домов начинается от Каунасской улицы номером 1/6 и заканчивается возле переулка Лобачевского номером 18.

## Транспорт
- Ближайшие станции метро «Дарница», «Черниговская»
- По Харьковскому шоссе проходят маршруты автобусов 42, 45, 51, 63 и трамваев 8, 22, 29 с остановкой «Бульвар Ярослава Гашека».

## Географические координаты
- координаты начала 50°26′10″ с. ш. 30°37′27″ в. д.HGЯO
- координаты конца 50°26′18″ с. ш. 30°38′01″ в. д.HGЯO

Протяжённость бульвара 700 м.